# Katorga
Katorga (în limba rusă: ка́торга, din limba greacă: κάτεργον – katergon = galeră) a fost un sistem de detenție grea în colonii penitenciare în Imperiul Rus. Prizonierii erau trimiși în lagăre din zonele îndepărtate, nepopulate ale Siberiei, (locuri în care, de obicei, nu se așezau coloniștii voluntari în număr suficient de mare), fiind forțați să presteze munci grele. Sitemul katorga a început să funcționeze din secolul al XVII-lea și a fost preluat de bolșevici, fiind transformat în ceea ce avea să fie numit în epoca sovietică Gulag. 

## Istoric
Spre deosebire de lagărele de concentrare, "katorga" ținea de sistemul judiciar normal , dar amândouă aveau caracteristici comune: privarea de libertate, facilități reduse, (spre deosebire de închisori) și prestarea de muncă forțată necalificată sau prea puțin calificată. 
Katorgile au fost înființate în secolul al XVII-lea în zonele nepopulate din Siberia și din Orientul Îndepărtat Rus, în care existau doar câteva orașe și resurse limitate de hrană. În ciuda amplasării în zone izolate, au existat cazuri în care anumiți prizonieri au reușit să evadeze cu succes și să ajungă în zonele populate. Încă din aceste timpuri, Siberia și-a căpătat faima tristă de loc de pedepsire, care avea mai apoi, în vremurile sovietice, să devină și mai înspăimântătoare, odată cu dezvoltarea lagărelor de muncă ale Gulagului. 
După reforma sistemului penal rusesc din 1847, exilul și katorga au devenit pedepse obișnuite pentru participanții la revoltele naționale din Imperiul Rus. Printre cei deportați în katorgile din Siberia au fost numeroși polonezi, care aveau să fie porecliți sibiriaci. Unii dintre acești deportați aveau să rămână în Siberia, formând minoritatea poloneză din regiune. 
Cea mai obișnuită ocupație în katorgi era mineritul și exploatarea lemnului. Unul dintre proiectele realizate cu munca prizonierilor din katorga a fost drumul de căruțe Amur (Амурская колесная дорога), considerat un succes al organizării muncii penale. 
Anton Cehov a vizitat așezările penale ale katorgilor din Sahalin și a descris condițiile de viață de aici în cartea Insula Sahalin. El a criticat obtuzitatea și incompetența oficialităților în privința condițiilor grele de viață, a risipei de fonduri guvernamentale și a productivității scăzute a muncii. Alexandr Soljenițîn, în cartea sa despre lagărele de muncă sovietice Arhipelagul Gulag, l-a citat de multe ori pe Cehov, pentru a demonstra teribila deteriorare a condițiilor de viață și de muncă a celor pedepsiți în epoca gulagurilor, prin comparație cu cei din katorgile țariste. 
Piotr Kropotkin, pe vremea când era aghiotantul guvernatorului Transbaikaliei, a fost trimis să inspecteze închisorile de stat din zonă și a descris mai târziu ceea ce a văzut în cartea În închisorile franceze și ruse.
După revoluția din 1917, modelul sistemului penal țarist a fost preluat de bolșevici, care aveau să-l transforme în sistemul lagărelor de muncă al gulagului. 

## Comparații
Munca penală a fost o pedeapsă obișnuită de-a lungul istoriei în mai multe țări. Există asemănări între katorgile ruse, închisorile americane, care își trimiteau prizonierii la muncă înlănțuiți și încătușați, sau așezările obligatorii de muncă din Australia, care au jucat un rol important în dezvoltarea țării. În toate aceste cazuri, munca penală era gândită și din punct de vedere al scăderii costurilor întreținerii condamnaților. 

## Condamnați faimoși din katorgi
(Aceasta este o listă incompletă.)

### Ruși
- Fiodor Dostoevski, închis între 1849 și 1854 pentru activități revoluționare împotriva țarului Nicolae I. Dostoevski a renunțat la convingerile de stânga în această perioadă, devenind un conservator și credincios extremist.
- Felix Dzerjinski, cel care avea să fie fondatorul Ceka, închis (și evadat) de două ori în 1897 și 1900 pentru activități revoluționare.
- Peter Kropotkin, om de știință rus și anarhist.
- Vladimir Ilici Lenin, cel mai faimos revoluționar rus. S-a afirmat că a reușit să evadeze de două ori din detenție.
- David Riazanov (1891-1895), narodnic în vremea țaristă, fondatorul de mai târziu al Institutului Marx-Engels

### Polonezi
- Aleksander Czekanowski
- Jan Czerski
- Benedykt Dybowski
- Bronisław Piłsudski
- Piotr Wysocki